# Sân
Sânii (din latină sinus - „curbură”, „proeminență rotunjită”, „convexitate”) sau mamelele, sunt organe perechi alcătuite din glande mamare, țesut adipos și conjunctiv, care, după naștere, produc lapte pentru a hrăni pruncul, activitatea fiziologică fiind legată de cea a organelor genitale feminine.

## Morfologie externă

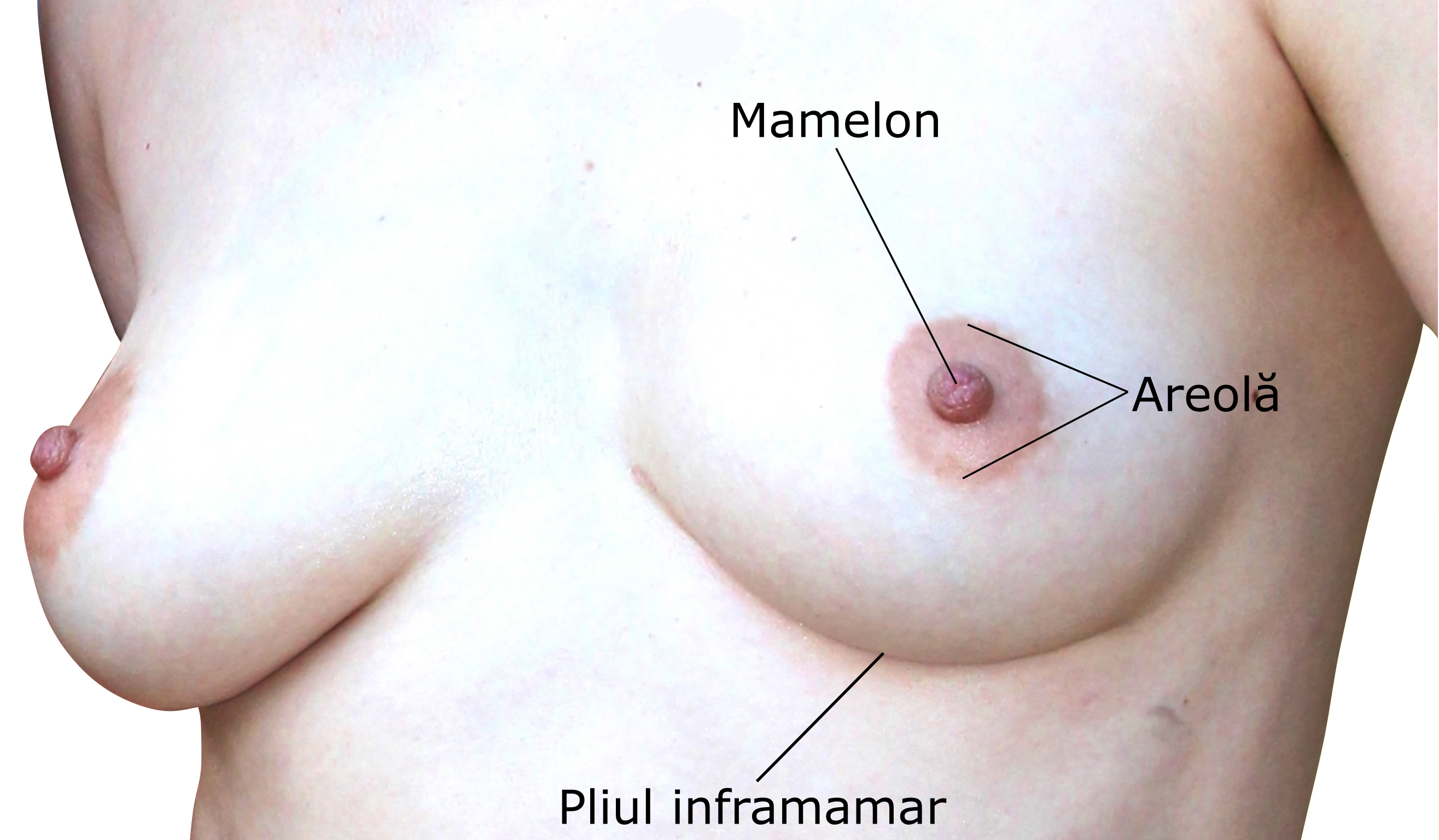
Structura sânului feminin

Forma sânilor este variabilă, de obicei emisferică sau de forma unui con turtit, alteori piriformă, discoidală sau cilindrică, prezentându-se ca o proeminență rotunjită în regiunea toracică. Topografic se întinde superoinferior pe linia medioclaviculară, de la coasta a IV-a până la coasta a VII-a, iar mediolateral, de la linia parasternală spre linia axilară anterioară.
Sânul la femeie se află în regiunea mamară care se întinde de la coasta a 2-a sau a 3-a până la al 6-lea sau al 7-lea cartilaj costal și de la marginea sternului până la linia axilară anterioară, dar in realitate, țesutul glandular mamar depășește aceste limite.

Areolă mamară

Pielea care acoperă glanda mamară prezintă în centru areola și mamelonul (papilla mammae). Areola este o zonă circulară cu un diametru de 15–22 mm, care înconjoară baza mamelonului. La nivelul vârfului mamelonului se deschid 10-20 orificii, care reprezintă deschiderea canalelor galactofore (ductuli lactiferi). La acest nivel pielea este subțire, aderentă, având pe fața profundă o serie de fibre musculare netede care constituie mușchii subareolari, prin contracția cărora mamelonul este pus în erecție.
Sânii prezintă dimensiuni variabile de la o femeie la alta, în medie având un diametru (lățime) de 12 cm, lungimea verticală fiind de 10 cm și 5 cm în sens anteroposterior.
Revista germană Bild a întocmit o „hartă a sânilor”, în care arată ce măsură medie poartă la sutien femeile din țările lumii, pe regiuni, relatează Huffington Post. Nu este clar pe ce se bazează această hartă, însă jurnaliștii americani speră că au fost folosite datele comerciale ale producătorilor de sutiene și nu vreo metodă empirică. Campioanele mondiale la mărimea bustului, care ar purta sutiene mai mari de mărimea cupei D, s-ar afla în Rusia și în țările nordice-Finlanda, Norvegia și Suedia.
Femeile care au peste 150 cm circumferința bustului prezintă gigantomastie.

## Anatomie

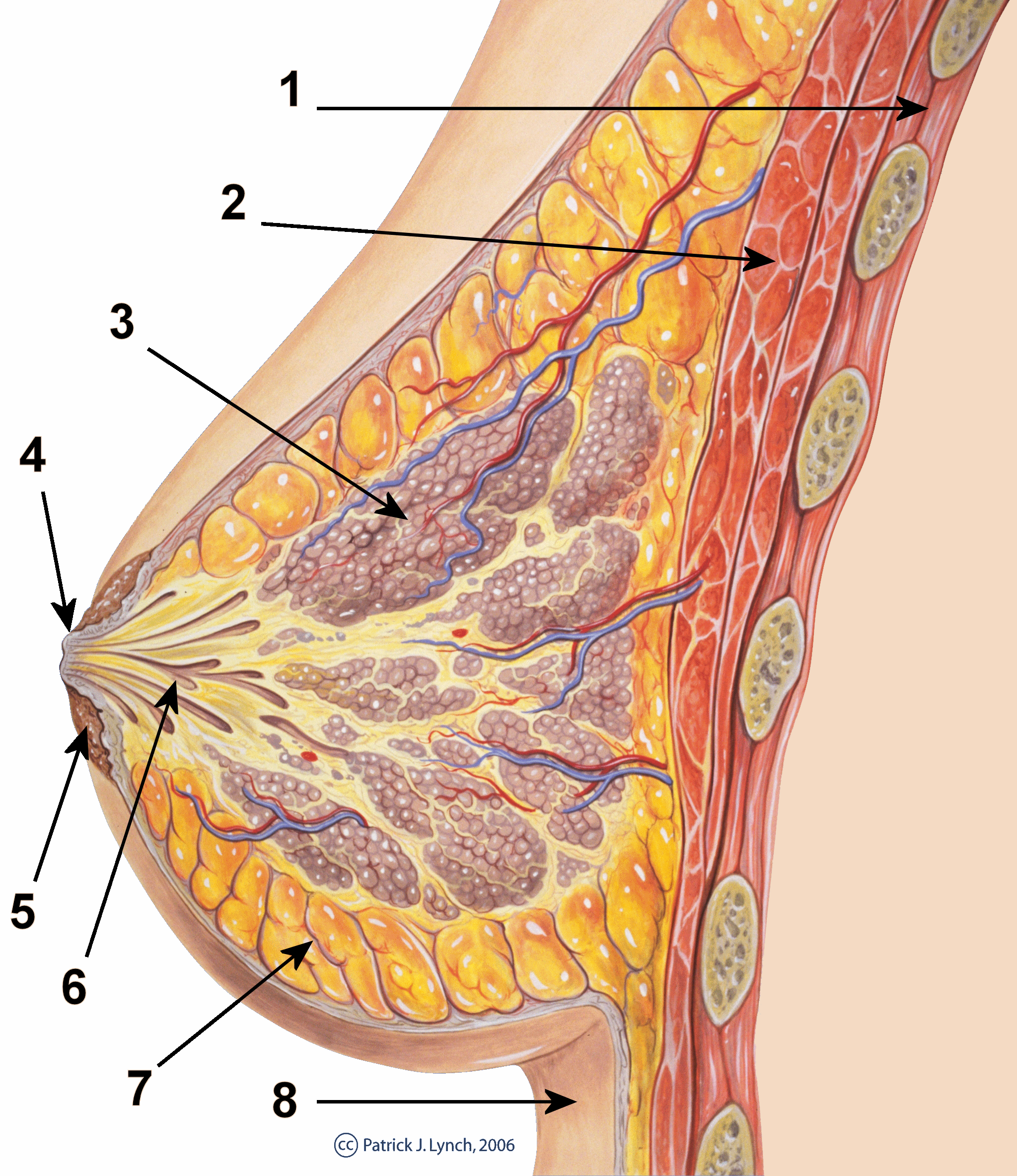
Sânul (secțiune sagitală):
1. Perete toracic
2. Mușchi pectoral
3. Lobul mamar
4. Mamelon
5. Areolă mamară
6. Canal galactofor
7. Țesut adipos
8. Tegument

Țesutul conjunctiv grăsos din regiunea mamară se împarte în două straturi: unul situat înaintea glandei - țesut gras, premamar, mai dezvoltat și care dă formă glandei, altul situat posterior glandei - țesutul gras retromamar -, mai puțin dezvoltat. Aceste două straturi comunică între ele printre parenchimul glandei.
Țesutul glandular este de tip tubuloacinos. Un grup de acini constituie un lobul, iar un grup de lobuli formează un lob glandular. Canaliculele glandulare cuprind un strat de celule mioepiteliale și unul sau mai multe straturi de celule cubice. Lobulii sunt dispuși radiar, fiecare deschizându-se printr-un canal lactifer la nivelul mamelonului, prezentând înaintea deschiderii câte o dilatare numită sinus lactifer.
Glanda mamară este îmbrăcată într-o fascie rezultată din diferențierea hipodermului, care, topografic, este împărțită într-o fascie premamară și o fascie retromamară.

## Vascularizație
Arterele provin din artera toracică (mamară) internă, ram din artera subclaviculară, din artera mamară externă (artera toracică laterală) ram din artera axilară și din arterele intercostale.
Venele urmează în sens invers același traiect cu arterele.
Vasele limfatice se împart în 3 grupuri: extern, intern și inferior, care se îndreaptă spre limfonodulii axilari și subclaviculari.

## Inervație
Inervația glandei mamare provine din nervii intercostali, perechile a II-a până la a IV-a, din ramura supraclaviculară a plexului cervical și din ramurile toracice ale plexului brahial. Inervația vegetativă este constituită din fibre, care merg de-a lungul vaselor.

## Fiziologie

### Funcție sexuală
Sânul exercită o atracție asupra bărbatului, manifestând un rol în comportamentul sexual prin erogenitatea regiunii. Sânii contribuie la precizarea identității sexuale a tinerei fete în perioada maturizării și la integrarea imaginii corporale de femeie. În acest context, ei individualizează atributul sexual al femei cel mai proeminent din punct de vedere vizual.

## Mamela masculină
La bărbat, sânul (lat. mamma masculina) este un organ rudimentar, de dimensiuni foarte reduse. Glanda mamară masculină este atrofiată, formată din câteva ducte lactifere reduse. Mamela la bărbat măsoară, în medie, 20-30 mm în diametru și 5 mm în grosime. De regulă, ductele glandei mamare nu se extind dincolo de suprafața areolei mamară. Glanda mamară masculină este alcătuită din aceleași elemente structurale ca și la femeie, însă sunt relativ mai mici. La bărbat, mamela e formată din țesut conjunctiv dens, cu cantitate redusă de țesut adipos și lipsită de alveole. Ductele lactifere sunt scurte și se deschid pe mamelon.
Areola mamară și mamelonul bărbatului sunt bine dezvoltate, având dimensiuni reduse comparativ cu ale femeii.

## Maladii
- Abcese mamare
- Amastia
- Anizomastie
- Athelia
- Atrofia sânului
- Candida mamară
- Chist hidatic al sânului
- Galactocel
- Ginecomastia
- Hidrosadenită supurată
- Hipertrofia sânilor
- Mastit cronic nespecific
- Mastita cu plasmocite
- Mastita granulomatoasă
- Micoză mamară
- Polimastie
- Polithelie
- Sifilis mamar
- Tuberculoză mamară